# Gustaf Munthe (konsthistoriker)
Gustaf Lorentz Munthe, född 3 juli 1896 i Stockholm, död 25 november 1962, var en svensk konsthistoriker och museiman.
Munthe blev filosofie licentiat vid Stockholms högskola 1920, amanuens vid Nationalmuseum 1921 och intendent och chef för Röhsska konstslöjdsmuseet i Göteborg 1924 till 1946. Munthe gav bland annat ut böckerna Gamla möbler (1927, 4:e upplagan 1931) och Islams konst (1929) samt reseskildringarna Från Leningrad till Alhambra (1926) och Orientaliskt (1928).
Under andra världskriget engagerades sig Munthe i Finlandskommittén och reste till Amerika för att samla in pengar. Tillsammans med bland andra Folke Bernadotte och Elsa Brändström fick man den amerikanska kongressen att bevilja ett lån på 30 miljoner dollar till Finland. När Tyskland invaderade Danmark och Norge genomgick han en officersutbildning varvid han först började arbeta för säkerhetspolisen och sedan inom den militära underrättelsetjänsten där han ledde den så kallade M-gruppen på C-byrån i Göteborg. M-gruppens verksamhet var inriktad på att hjälpa norska motståndsrörelsen.
Munthe var son till presidenten i Kammarkollegium Gustaf Munthe och Maria Wallin samt sonson till landshövdingen Gustaf Munthe.
Gustaf Munthe är begravd på Solna kyrkogård.